# Campionato mondiale giovanile di scherma 2019
Il Campionato mondiale juniores di scherma del 2019 ("2019 World Juniors Fencing Championships") è stato organizzato dalla Federazione internazionale della scherma e si è svolto a Toruń in Polonia.
Nel fioretto, si sono aggiudicati i titoli dei campionati mondiali il russo Kirill Borodačëv, che ha battuto in finale il connazionale Vladislav Myl'nikov, e la statunitense Lauren Scruggs che ha avuto la meglio sull'italiana Martina Favaretto.
Nella spada il francese Philippe ha battuto in finale l'italiano Davide Di Veroli, ottenendo il titolo mondiale juniores maschile, mentre tra le donne l'italiana Federica Isola ha superato la connazionale Gaia Traditi.
Nella sciabola l'italiano Lorenzo Roma prevale sul rumeno Dragomir, mentre la russa Michajlova ha battuto la messicana Botello.
Nei campionati mondiali juniores a squadre maschili, la nazionale russa ha prevalso nella finale del fioretto contro la Francia, mentre la compagine magiara ha vinto nella spada contro la formazione statunitense, ed infine la nazionale italiana ha avuto la meglio sulla compagine russa nella sciabola.
Nei campionati mondiali juniores a squadre femminili, la nazionale russa ha prevalso nella finale del fioretto contro il Giappone, la Francia ha vinto nella spada contro la formazione russa, ed infine la formazione magiara ha avuto la meglio sulla compagine tedesca nella sciabola.

## Podi

### Uomini
| Specialità  | Oro                                                                     | Argento                                                                        | Bronzo                                                                    |
| Individuali |                                                                         |                                                                                |                                                                           |
| Fioretto    | Kirill Borodačëv                                                        | Vladislav Myl'nikov                                                            | Mohamed Hamza Rui Fujikura                                                |
| Spada       | Arthur Philippe                                                         | Davide Di Veroli                                                               | Gianpaolo Buzzacchino Ruslan Hasanov                                      |
| Sciabola    | Lorenzo Roma                                                            | George Dragomir                                                                | Giacomo Mignuzzi Mitchell Saron                                           |
| A squadre   |                                                                         |                                                                                |                                                                           |
| Fioretto    | Russia Kirill Borodačëv Ivan Trošin Anton Borodačëv Vladislav Myl'nikov | Francia Rafael Savin Constant Roger Armand Spichiger Tyvan Bibard              | Italia Alessandro Stella Alessio Di Tommaso Tommaso Marini Pietro Velluti |
| Spada       | Ungheria Tibor Andrásfi Bence Bende Máté Koch Dávid Nagy                | Stati Uniti Stephen Ewart Isaac Herbst Cedric Mecke Jonathan Piskovatskov      | Francia Simon Contrepois Samuel Jubault Lilian Nguefack Arthur Philippe   |
| Sciabola    | Italia Luca Fioretto Michele Gallo Giacomo Mignuzzi Lorenzo Roma        | Russia Magamed Chalimbekov Vladislav Pozdnjakov Artëm Celyšëv Kirill Tjuljukov | Stati Uniti Erwin Cai Mitchell Saron Kamar Skeete Christopher Walker      |

### Donne
| Specialità  | Oro                                                                            | Argento                                                                        | Bronzo                                                                    |
| Individuali |                                                                                |                                                                                |                                                                           |
| Fioretto    | Lauren Scruggs                                                                 | Martina Favaretto                                                              | Yuka Ueno Park Jihee                                                      |
| Spada       | Federica Isola                                                                 | Gaia Traditi                                                                   | Greta Candreva Kim Sieun                                                  |
| Sciabola    | Alina Michajlova                                                               | Natalia Botello                                                                | Benedetta Taricco Joana Ilieva                                            |
| A squadre   |                                                                                |                                                                                |                                                                           |
| Fioretto    | Russia Aleksandra Sundučkova Anna Udovičenko Adelina Bikbulatova Elena Petrova | Giappone Arisa Kano Sera Azuma Yuka Ueno Sumire Tsuji                          | Corea del Sud Yumin Choi Jihee Park Celine Ji Yeongji Joo                 |
| Spada       | Francia Emma Lauvray Aliya Luty Éloïse Vanryssel Léa Varela                    | Russia Aizanat Murtazaeva Manana Saumova Anastasija Soldatova Evgenija Žarkova | Svizzera Angeline Favre Aurore Favre Emilie Gabutti Fiona Hatz            |
| Sciabola    | Ungheria Sugár Katinka Battai Dorottya Bérczy Valentina Nagy Liza Pusztai      | Germania Anna-Lena Bürkert Larissa Eifler Julika Funke Elisabeth Gette         | Italia Giulia Arpino Claudia Rotili Chiara Pagano Fusco Benedetta Taricco |

## Medagliere
| Pos.   | Nazione       | Oro | Argento | Bronzo | Totale |
| ------ | ------------- | --- | ------- | ------ | ------ |
| 1      | Russia        | 4   | 3       | 0      | 7      |
| 2      | Italia        | 3   | 3       | 5      | 11     |
| 3      | Francia       | 2   | 1       | 1      | 4      |
| 4      | Ungheria      | 2   | 0       | 0      | 2      |
| 5      | Stati Uniti   | 1   | 1       | 3      | 5      |
| 6      | Giappone      | 0   | 1       | 2      | 3      |
| 7      | Messico       | 0   | 1       | 0      | 1      |
| 7      | Romania       | 0   | 1       | 0      | 1      |
| 7      | Germania      | 0   | 1       | 0      | 1      |
| 10     | Corea del Sud | 0   | 0       | 3      | 3      |
| 11     | Egitto        | 0   | 0       | 1      | 1      |
| 11     | Svizzera      | 0   | 0       | 1      | 1      |
| 11     | Azerbaigian   | 0   | 0       | 1      | 1      |
| 11     | Bulgaria      | 0   | 0       | 1      | 1      |
| Totale | Totale        | 12  | 12      | 18     | 42     |